# Wigner-Theorem
Das Wigner-Theorem bzw. der Satz von Wigner, bewiesen von Eugene Paul Wigner 1931, ist ein Meilenstein der mathematischen Grundlagen der Quantenphysik. Das Theorem beschreibt, wie Symmetrien im Hilbertraum der quantenmechanischen Zustände operieren. Beispiele für solche Symmetrien sind Rotationen, Verschiebungen im Ortsraum, Lorentz-Boosts, Punktsymmetrien oder die CPT-Symmetrie. Dem Theorem zufolge kann dabei jede Symmetrie als unitärer Operator oder antiunitärer Operator des Hilbertraums dargestellt werden.
Exakt ausgedrückt, besagt es, dass jede surjektive (jedoch nicht notwendig lineare) Abbildung {\displaystyle T\colon H\to H}, die auf einem komplexen Hilbertraum {\displaystyle H} der Bedingung
{\displaystyle |\langle Tx,Ty\rangle |=|\langle x,y\rangle |}
für alle {\displaystyle x,y\in H} genügt, die Form {\displaystyle Tx=\varphi Ux} für alle {\displaystyle x\in H} hat. Dabei hat {\displaystyle \varphi \in \mathbb {C} } den Betrag eins und {\displaystyle U\colon H\rightarrow H} ist ein unitärer oder antiunitärer Operator.

## Beweisskizze
Der Beweis basiert auf der Tatsache, dass Vektoren des Hilbertraums, die sich nur durch einen komplexen Vorfaktor des Betrags eins unterscheiden, aufgrund der Wahrscheinlichkeitsinterpretation physikalisch gleiche Zustände beschreiben. Durch eine geeignete Wahl für diese Vorfaktoren kann dann jede Abbildung {\displaystyle T} unitär oder antiunitär gemacht werden.

## Kontinuierliche Symmetrien in der Quantenmechanik
Mit dem Wigner-Theorem kann man annehmen, dass die Gruppenelemente {\displaystyle U(\varphi _{i})} einer kontinuierlichen Symmetrie unitär sind. Ausgehend vom Einselement {\displaystyle I} der Gruppe werden diese dann in der Nähe des Einselements mit den Generatoren {\displaystyle J_{i}} der kontinuierlichen Gruppe parametrisiert dargestellt (Lie-Theorie):
{\displaystyle U(\varphi _{i})=\exp(i\varphi _{i}J_{i})}
Wenn diese Gruppenelemente unitär sind, dann sind die {\displaystyle J_{i}} notwendig hermitesche Operatoren des Hilbertraums und damit Observable. Im Allgemeinen sind diese untereinander nicht vertauschbar, aber es können Operatoren konstruiert werden, die mit allen {\displaystyle J_{i}} kommutieren (Casimir-Operatoren). Das heißt, dank des Theorems kann jeder kontinuierlichen Symmetrie direkt ein Satz von erhaltenen Größen zugeordnet werden. Umgekehrt lässt sich aus der Existenz von Erhaltungsgrößen auch eine zugrunde liegende physikalische Symmetrie des Problems erraten, was erfolgreich zur Konstruktion von physikalischen Theorien genutzt wurde (Beispiel: Eightfold Way).